# Paul Smith (football, 1977)
Pour les articles homonymes, voir Paul Smith.
Paul Smith, né le 6 décembre 1977 à Chester, est un footballeur gallois évoluant au poste de gardien de but dans le club gallois de Bangor City.
Il est champion du pays de Galles 2010-2011.

## Palmarès
Bangor City
- Championnat
  - Vainqueur : 2011.
- Coupe du pays de Galles
  - Vainqueur : 2008, 2009 et 2010.
- Coupe de la Ligue du pays de Galles
  - Vainqueur : 2009